# Gornji Brceli

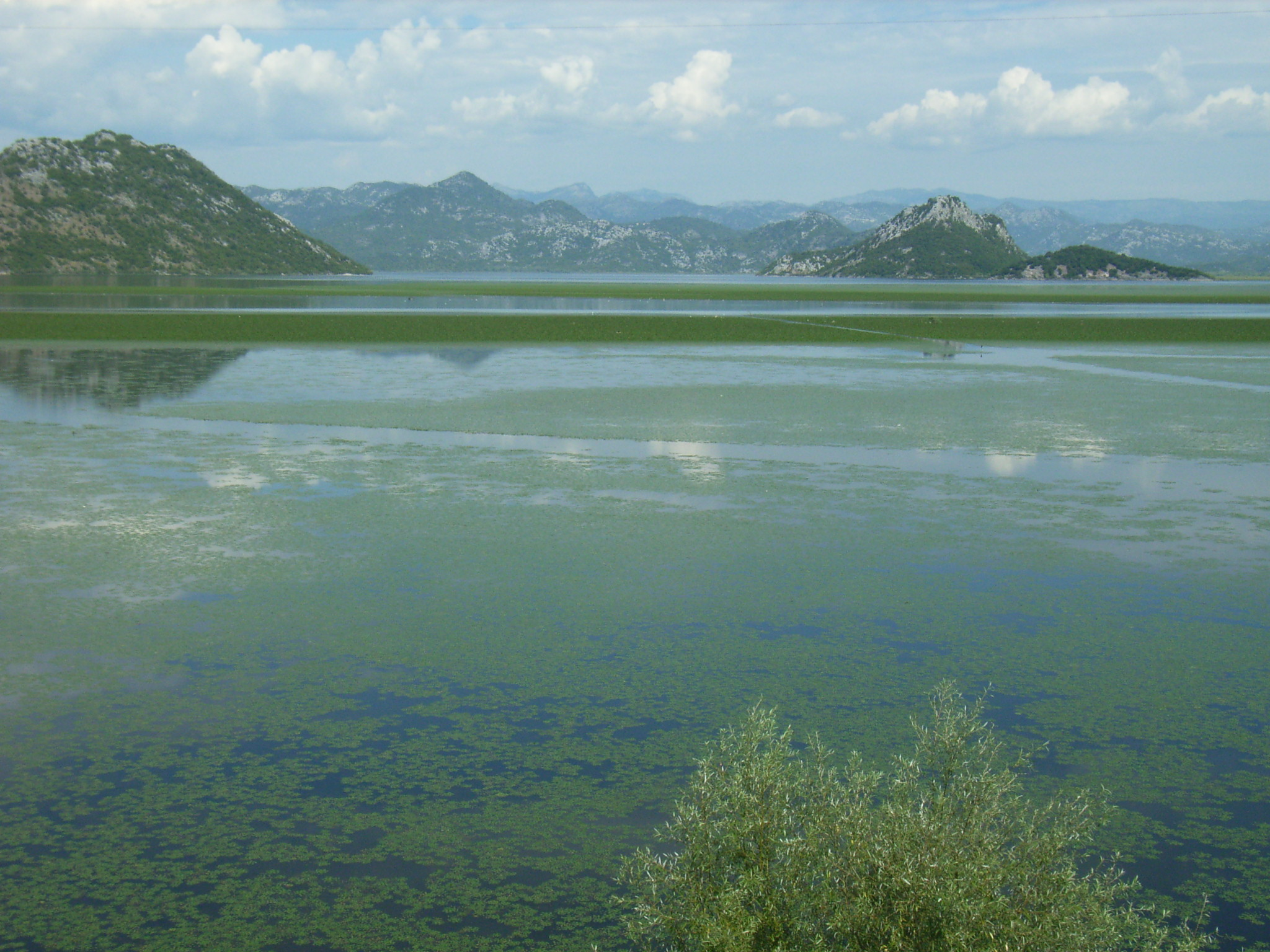
Skadarsjön från Gornji Brceli

Gornji Brceli är en by i kommunen Bar i södra Montenegro. Gornji Brceli ligger längs europavägen E65 och har 44 invånare.

## Geografi
Syd om Gornji Brceli ligger Petrovac, norr om ligger Rijeka Crnojevica och Cetinje. Väst om orten finns Kotor och Ljubotin, öst om finns Virpazar och Shkodrasjön. 
Gornji Brceli ligger på en höjd av 317 meter över havet.